# Lee Norris
Lee Michael Norris (nacido el 25 de septiembre de 1981 en Greenville, Carolina del Norte) es un actor estadounidense, más conocido por sus papeles como Stuart Minkus en Boy Meets World y su spin-off Girl Meets World, así como Marvin "Mouth" McFadden en One Tree Hill.
Norris apareció como invitado recurrente en las dos primeras temporadas de la serie spin-off de Boy Meets World Girl Meets World repitiendo su papel de Minkus, que ahora es el padre de un hijo adolescente, Farkle Minkus (Corey Fogelmanis).

## Filmografía

### Película
| Año  | Título                     | Rol          | Notas         |
| ---- | -------------------------- | ------------ | ------------- |
| 1995 | The Journey of August King | Silver Boy   |               |
| 1996 | A Step Toward Tomorrow     | Perry        |               |
| 2006 | Surf School                | Larry        |               |
| 2007 | Zodiac                     | Mike Mageau  |               |
| 2010 | Blood Done Sign My Name    | Roger Oakley |               |
| 2014 | Gone Girl                  | Officer      |               |
| 2020 | Greyhound                  | TBA          | Posproducción |

### Televisión
| Año           | Título                             | Rol                     | Notas                                                         |
| ------------- | ---------------------------------- | ----------------------- | ------------------------------------------------------------- |
| 1991–1993     | The Torkelsons                     | Chuckie Lee Torkelson   | Principal                                                     |
| 1993          | The Young Indiana Jones Chronicles | Chico #1                | Episodio: "Transylvania, January 1918"                        |
| 1993–94, 1998 | Boy Meets World                    | Stuart Minkus           | Principal (temporada 1), participación especial (temporada 5) |
| 1995          | American Gothic                    | Benji Healy             | Episodio: "Dead to the World"                                 |
| 1996          | Mother's Instinct                  | Jeremy / Joey           | película para televisión                                      |
| 1997          | Any Place But Home                 | John Wesley             | película para televisión                                      |
| 1997          | Hope                               | Billy October           | película para televisión                                      |
| 2000          | Dawson's Creek                     | Actor #2, estudiante #2 | Episodios: "Barefoot at Capefest", "To Green, with Love"      |
| 2003–2012     | One Tree Hill                      | Marvin 'Mouth' McFadden | Rol recurrente (temporadas 1–2), principal (temporadas 3–9)   |
| 2007          | October Road                       | Ian                     | Episodio: "Pilot"                                             |
| 2012          | Paulilu Mixtape                    | Padre Joven             | Episodio: "Anne Geddes: Beneath the Diaper"                   |
| 2014–2017     | Girl Meets World                   | Stuart Minkus           | Rol recurrente                                                |
| 2017          | The Walking Dead                   | Todd                    | Episodios: "The Damned", "Monsters"                           |